# Pablo Couñago
Pablo González Couñago (Redondela, 9 de Agosto de 1979) é um futebolista espanhol. Atualmente, joga pelo Club Deportivo Choco, de Espanha.

## Títulos
Celta de Vigo
- Copa Intertoto da UEFA: 2000

Espanha
- Copa do Mundo FIFA Sub-20: 1999

### Artilharias
- Copa do Mundo FIFA Sub-20 de 1999 (5 gols)